# Козлов, Николай Александрович (лётчик)
Никола́й Алекса́ндрович Козло́в (17 [30] апреля 1917; деревня Красково, Витебская губерния — 11 июля 2005, город Москва) — Герой Советского Союза (1943), генерал-майор авиации (1955), Военный лётчик 1-го класса.

## Биография
Родился 17 (30) апреля 1917 года в деревне Красково Соинской волости Себежского уезда Витебской губернии. С 1927 года жил в городе Ленинграде (ныне — Санкт-Петербург). Окончил 7 классов школы, в 1934 году — ФЗУ, в 1936 году — 3 курса электротехнического рабфака. В 1934—1937 годах работал слесарем-инструментальщиком на Ленинградском механическом заводе № 1, с 1937 года — председателем комитета физкультуры в добровольном спортивном обществе «Рот-фронт». В 1937 году окончил Ленинградский аэроклуб.
В Красной Армии с ноября 1938 года. В 1940 году окончил Чугуевскую военную авиационную школу лётчиков и Кировобадские высшие курсы лётной подготовки и воздушной стрельбы. Служил лётчиком в строевых частях ВВС (в Западном особом военном округе).
Участник Великой Отечественной войны: в июне 1941 — феврале 1942 — заместитель командира и командир авиационной эскадрильи 162-го истребительного авиационного полка (Западный и Брянский фронты). Открыл счёт своих побед на второй день войны, сбив 23 июня 1941 года штурмовавший советский аэродром в Барановичах немецкий Ме-110. Участвовал в оборонительных боях в Белоруссии и на брянском направлении. 24 сентября 1941 года на истребителе И-16 в районе Брянска тараном сбил вражеский бомбардировщик Ю-88. Во время тарана был тяжело ранен в левую ногу, приземлился на парашюте. До декабря 1941 года находился в госпитале.
В марте-июле 1942 — командир авиаэскадрильи 439-го истребительного авиационного полка ПВО, в июле-сентябре 1942 — командир авиаэскадрильи 788-го истребительного авиационного полка 102-й истребительной авиационной дивизии ПВО. 25 мая 1942 года в районе станицы Милютинская (Ростовская область) на истребителе МиГ-3 совершил второй таран, сбив вражеский бомбардировщик Ю-88. Сам совершил вынужденную посадку и был ранен.
За мужество и героизм, проявленные в боях, Указом Президиума Верховного Совета СССР от 14 февраля 1943 года капитану Козлову Николаю Александровичу присвоено звание Героя Советского Союза с вручением ордена Ленина и медали «Золотая Звезда».
В октябре 1942 — августе 1943 — командир авиационной эскадрильи 910-го истребительного авиационного полка ПВО. Участвовал в Сталинградской битве, прикрытии железнодорожных узлов в Воронежской области, в Курской битве.
С августа 1943 — командир 907-го истребительного авиационного полка ПВО. Воевал в составе (Западного (август 1943 — апрель 1944) и Северного (апрель-октябрь 1944) фронтов ПВО. Осуществлял воздушное прикрытие прифронтовых коммуникаций во время битвы за Днепр, освобождения Правобережной Украины, Корсунь-Шевченковской, Белорусской, Висло-Одерской и Берлинской операций.
Всего за время войны совершил 520 боевых вылетов на истребителях И-16, МиГ-3, Як-1, Як-7 и Ла-5, в 127 воздушных боях сбил лично 16 и в составе группы 3 самолёта (по наградным документам — сбил лично 19 и в составе группы 3 самолёта) противника.
После войны продолжал командовать авиаполком в авиации Войск ПВО. В 1948 году окончил Липецкие высшие лётно-тактические курсы ВВС. Командовал истребительным авиаполком, в 1950—1952 — 15-й гвардейской истребительной авиадивизией ПВО. В 1954 году окончил Высшую военную академию имени К. Е. Ворошилова. Был командиром 37-го истребительного авиакорпуса Войск ПВО (в Средней Азии), с 1957 года — заместителем по боевой подготовке и 1-м заместителем командующего 52-й воздушной армией Войск ПВО страны (Московский округ ПВО). В 1960—1962 — заместитель командующего авиацией Московского округа ПВО.
В декабре 1962 — мае 1965 — представитель и помощник представителя Главного командования Объединёнными вооружёнными силами государств — участников Варшавского договора по ПВО и ВВС в Болгарии. В 1965—1968 — заместитель командующего 2-й отдельной армией ПВО (в Белоруссии), в 1968—1976 — 1-й заместитель начальника Управления боевой подготовки Войск ПВО страны. С мая 1976 генерал-майор авиации Н. А. Козлов — в запасе.

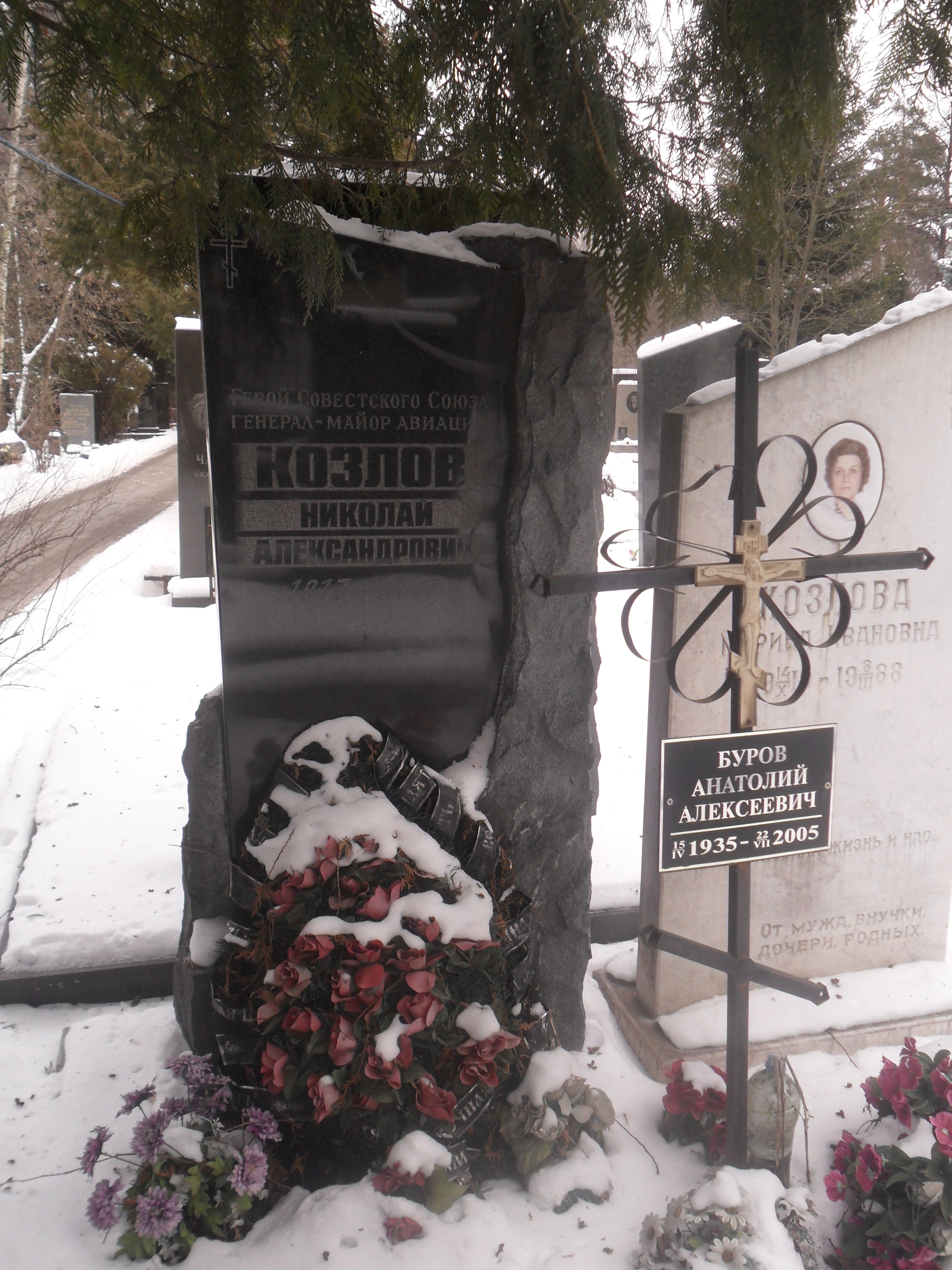
Могила Козлова на Кунцевском кладбище Москвы.

Жил в Москве. Умер 11 июля 2005 года. Похоронен на Кунцевском кладбище в Москве.

## Награды
- Герой Советского Союза (14.02.1943);
- орден Ленина (14.02.1943);
- 2 ордена Красного Знамени (25.04.1944; 22.02.1968);
- орден Александра Невского (23.08.1944);
- 2 ордена Отечественной войны 1-й степени (5.11.1942; 11.03.1985);
- 3 ордена Красной Звезды (18.09.1941; 5.11.1954; 21.02.1974);
- медали;
- кавалер ордена Возрождения Польши (6.10.1973);
- болгарский орден «9 сентября 1944 года» 1-й степени с мечами (14.09.1974);
- иностранные медали.

## Сочинения
- Козлов Н. А. В огне сражений. — Грозный: Чечено-Ингушское книжное издательство, 1968. — 188 с.